# Raionul Iavoriv, Liov
Iavoriv (în ucraineană Яворівський район, transliterat: Iavorivskîi raion) este un raion în regiunea Liov, Ucraina. Are reședința la Iavoriv.
Are o suprafață de 2.378,4 km². Populația este de 179.219 locuitori, determinată în 2021.